# Alegeri legislative în Rusia, 2003
Alegerile parlamentare din Duma de Stat au avut loc în data de 7 decembrie 2003. 5% din a doua jumătate a alegerilor a fost reprezentată de deputații din : Rusia Unită ,Partidul Comunist al Federației Ruse , Partidul Liberal Democratic, Rodina. Prezența la vot a fost de 54,7%. Un total de 223 locuri câștigate au primit Rusia Unită (120 pe  listă și 103 în circumscripțiile uninominale), 52  Partidul Comunist al Federației Ruse (40 și 12), 37 Rodina (29 și 8), 36 Partidul Liberal Democratic(36 și 0), 17 Partidul Comunist al Federației Ruse (0 și 17). Grupurile parlamentare care au pierdut alegerile sunt: Uniunea Forțelor de Dreapta și Iabloko.

### Rezultatele bazate pe liste de partid
| Loc | Asociere selectivă (unitate)                           | Voturi”Pentru” | %     |
| 1   | Rusia Unită                                            | 22 779 279     | 37,57 |
| 2   | Partidul Comunist al Federației Ruse                   | 7 647 820      | 12,61 |
| 3   | Partidul Liberal Democratic                            | 6 943 885      | 11,45 |
| 4   | Rodina                                                 | 5 469 556      | 9,02  |
| 5   | Iabloko                                                | 2 609 823      | 4,30  |
| 6   | Uniunea Forțelor de Dreapta                            | 2 408 356      | 3,97  |
| 7   | Partidul Agrar                                         | 2 205 704      | 3,64  |
| 8   | Partidul Pensionarilor și Partidul Dreptatii Sociale   | 1 874 739      | 3,09  |
| 9   | Partidul Renasterea-Partidul Rus al vieții             | 1 140 333      | 1,88  |
| 10  | Partidul Popular                                       | 714 652        | 1,18  |
| 11  | Unității                                               | 710 538        | 1,17  |
| 12  | Noul Curs-Partidul Automobiliștilor Ruși               | 509 241        | 0,84  |
| 13  | Pentru Rusia Sfântă                                    | 298 795        | 0,49  |
| 14  | Verde                                                  | 253 983        | 0,42  |
| 15  | Spiritul Antreprenorial                                | 212 825        | 0,35  |
| 16  | Marea Rusie-Uniunea Eurasiei                           | 170 786        | 0,28  |
| 17  | Adevărați Patrioți                                     | 149 144        | 0,25  |
| 18  | Partidul Păcii și Unității                             | 148 948        | 0,25  |
| 19  | Rus                                                    | 147 423        | 0,24  |
| 20  | Partidul Democrat                                      | 136 294        | 0,22  |
| 21  | Partidul Constituțional Democratic                     | 113 184        | 0,19  |
| 22  | Elefant(Uniunea Bărbaților pentru Educație și Știință) | 107 444        | 0,18  |
| 23  | Partidul Popular Republican din Rusia                  | 80 416         | 0,13  |
| .   | Împotriva tuturor                                      | 2 851 600      | 4,70  |

Proporția de voturi neproductive-29,35%.

### După alegeri
Între 17 și 27 septembrie 2007,  VTsIOM a efectuat un studiu, cu privire la impactul unor factori asupra opiniilor politice ale cetățenilor din Rusia. La  întrebarea: ” La recentele alegeri din Rusia, cine  a influențat alegerea dumneavoastră decisivă?” Majoritatea(33%) au raspuns că:”Nici o campanie nu ma afectat, decizia mea a fost independentă”; (16%) nu au răspuns, iar (13%) au declarat că au avut influențe din partea ”rudelor apropiate”.

## Estimările alegerilor
Alegerile au avut loc cu 1200 de observatori din 49 de tări și 105 organizații internaționale. Dintre aceștia , mai mult de 500 au fost de la Adunarea Parlamentară a Consiliului Europei și Organizația pentru Securitate și Cooperare în Europa.